# Gone.Fludd
GONE.Fludd (рус. Гон.Флад; настоящее имя — Александр Александрович Смирнов; род. 4 июля 1994, Полярный, Мурманская область) — российский рэп-исполнитель. Сольную карьеру начал в 2012 году, с тех пор выпустил пять студийных альбомов и семь EP.
Первый успех пришёл с выходом альбома «Boys Don’t Cry», в составе которого присутствуют такие песни как «Мамбл», «Кубик льда» и «Сети». Закрепил успех осенью 2018 года выход альбома «Суперчуитс» — идейного продолжения «Boys Don`t Cry» и таких песен как «Сахарный человек», «Дрипсэт» и «Пустота». Второй рассвет популярности пришёлся на 2021 год с выходом трека «Плохая Сука» в качестве сингла и «Traxxxmania» в качестве трека с EP «Digital Fantazy». После чего наблюдалось некое затишье.

## Биография
Родился 4 июля 1994 года в Полярном, детство провёл в Тучково, которое называл «подмосковным Диким Западом». Окончил музыкальную школу по классу гитары. Начал свою карьеру Александр в 9 классе, когда его перевели в один класс с Iroh и Superior.Cat.Proteus. Втроём они создали объединение «Midnight Tramp Gang» (Гэнг Полуночного Странника). Таким составом они шли после уроков в лес и там, читая под бит с телефона, пытались экспериментировать. Спустя некоторое время парням надоела тема с Полуночным Странником и таким звучанием, вследствие чего они решили приостановить попытки делать музыку. Некоторые свои треки Александр записывал под псевдонимом GVNGRXL. В 2013 году вместе со своими одноклассниками создал музыкальное объединение «Sabbat Cult», которое позже распалось. Тут они уже начали делать мрачное и оккультное звучание. Затем они купили микрофон и пришли на дачу к Cakeboy, где и записали свой первый совместный релиз «August Underground'». Позже музыкант познакомился с Богданом Федотовым, более известным в медийной сфере под псевдонимом Fedbobbi, с которым завязались дружеские отношения и готовится совместный ЕР-альбом. Первой рэп-группой, оказавшей на него влияние, Gone.Fludd называет «Касту». Псевдоним был выбран в честь английского врача, философа-мистика, астролога, музыковеда и теоретика музыки Роберта Фладда. Получил высшее образование по проектированию строительства автомобильных дорог, однако по специальности он не работал.
Спустя некоторое время Sabbat Cult вступил в ряды коалиции YungRussia. После чего Саббат покидает коалицию вместе с другими объединениями.
6 декабря 2015 года вышел первый собственный альбом Саши «Формы И Пустота». Самыми прослушиваемыми треками с релиза являются «Холодные рёбра» (с Technofight) и «Обрела Покой На Вписке»
30 октября 2016 года вышел альбом «High Lust». При написании альбома, Фладда был вдохновлён эстетикой порнофильмов, что и оставило свой отпечаток на этом релизе.
9 июня 2017 года вышел новый альбом из 7 треков — «Обезьяны В Офисе», совместно с Lottery Billz. На трек «Full Dark, No Stars» был снят клип.
14 августа 2017 года выходит альбом «Прилунение», который является идейным продолжением альбома двухгодичной давности — «Формы И Пустота» и готовился к релизу около года. Сначала альбом должен был выйти в качестве микстейпа из нескольких треков под англоязычным названием «D0WN T0 M00N». В итоге, в альбом вошло 16 треков, за продакшн отвечает M00nchild, позже сменивший продюсерский псевдоним на Alpa Pyramida. Самыми популярными треками с альбома являются «Рядом С Тобой», «Мой Дилер — Инопланетянин» (с Tveth), «Кровь И Пот». Трек «Рядом С Тобой» через 8 лет получит акустическую версию.
27 ноября 2017 года Фладд вместе с некоторыми другими участниками покидает ряды Культа Саббат.
14 декабря 2017 года вышел первый совместный мини-альбом Фладды и Iroh и первый их релиз вне коллектива Sabbat Cult — «ПринципСуперПозиции». Альбом был записан за месяц-полтора, со слов Александра. Первый хит, и по совместительству самый популярный трек с релиза, «Зашей» получил клип. 31 июля 2021 года на своём эфире в Instagram и в гостях у Басты того же года Фладд упомянул о процессе создания ещё одного EP с Айро. Далее о предстоящем релизе не было сказано ни слова.
Наибольшую известность исполнителю принёс альбом «Boys Don’t Cry», вышедший в апреле 2018 года. Дистрибьютор — Sony Music Russia.
В конце июня 2018 выпускает видеоклип на песню «Мамбл», в котором отзывается об исполнителях мамбл-рэпа. Среди других популярных треков с альбома являются «Boys Don`t Cry», «Сети» и «Кубик льда». Последние два были экранизированы. А первые два получат акустическую версию в 2025 году. В выпуске Вечернего Урганта от 4 октября 2018 года, GONE.Fludd вживую исполнил трек «Кубик Льда».
В сентябре 2018 выпускает альбом «Суперчуитс». Меньше чем за неделю тот набирает более трёх миллионов прослушиваний. Самые прослушиваемые треки с релиза — «Сахарный человек», «Пустота» и «Дрипсэт». Первые два трека из списка были экранизированы. Трек «Пустота» получил акустическую версию спустя шесть с половиной лет.
Также осенью 2018 года Александр принимает участие в съёмках клипа на песню Little Big «Skibidi», где они вместе с Моргенштерном исполнили роли бандитов, которых с собой на разборку взял вокалист группы Илья Прусикин.
13 декабря артист объявил о создании объединения «Glam Go Gang!», в которое кроме него вошли Iroh, Cakeboy и Flipper Floyd.
После прорывного успеха и бешеной популярности Гон Фладду "снесло голову", из-за чего он впал в депрессию, о чём неоднократно упоминал в интервью. А всё из-за фанатов на каждом шагу и их отношении к музыке Саши, сильно упрощая её и обесценивая его предыдущие, никак не схожие с последними, релизы. Артисту надоел его яркий образ весельчака, поедающего чупа-чупсы. Фладда сбрил дреды и почти год вёл закрытый образ жизни, почти не выходил из дома.
13 августа 2019 года в своём Twitter Фладд сообщил о возможном создании нового альбома, от полного состава «Glam Go Gang!». 20 августа Саша так же в Twitter объявил дату выхода релиза — 23 августа. Мини-альбом из 7 треков всё-таки вышел в свет 22 августа в 22:00 под названием «Weededed». Самыми популярными треками с релиза являются «Идеальная Причёска» и «Интеллект». Второй такой совместный альбом готовится к релизу в 2025 году, об этом Гон Фладд сообщил в эфире Studio 21 в феврале 2025-го.
22 ноября 2019 года выходит пятый мини-альбом «Одиночная психическая атака». Альбом стал самым неоднозначным, непохожим на прошлые. Самым хитовым на альбоме и одним из популярных в карьере оказался трек «Проснулся в темноте», к нему было выпущено mood-видео, а в 2025 году — акустическую версию. Трек «Реквием играет тихо» очень часто исполняется на концертах, именно во время него начинается мош-пит.
29 мая 2020 года вышел четвёртый студийный альбом Voodoo Child. Альбом был вдохновлён посылом Джими Хендрикса, в честь его одноименной песни и назван альбом. На треке из альбома под названием «I can kick it!» даже появился канадский рэпер bbno$. Совместный трек с Cakeboy «3:55 Freestyle» получил клип, а совместная работа с Iroh «Вкус яда» - анимационную мультипликацию и акустическую версию в 2025 году. 10 июня 2020 года в очередном выпуске шоу Вечерний Ургант трек Вкус Яда был исполнен Фладдом, совместно с Iroh. На альбоме присутствуют треки разных направлений рэпа, он получился неоднородным. Определённые страсти кружились вокруг трека «Пацаны», где после меланхоличного припева последовал жёсткий куплет, "скриммер". Фанаты в соц. сетях требовали от Фладда выпустить вторую версию трека. Ситуация породила локальный мем. А акустическая версия ранее вышедшего на «Boys Don`t Cry» трека «Как Делишки» сыскала определённую популярность в TikTok.
6 июля 2020 года GONE.Fludd в рамках шоу «Ламборджинсы», в котором звёзды обмениваются треками друг друга и делают на них кавер, исполнил песню группы Кис-кис «Вторник» в особенном стиле. Также стало известно, что данная композиция в исполнении Саши выйдет на музыкальных площадках 7 июля.
19 февраля 2021 года был выпущен шестой мини-альбом Lil Chill. Альбом был принят положительно и занял лидирующие позиции в Apple Music. Самыми прослушиваемыми являются «Пацаны II», «Chill» и «UFO Luv». Вторая версия "пацанов" получила клип, через несколько месяцев после релиза альбома была выпущена live-версия трека "UFO Luv". В предпоследней композиции мини-альбома, «Доброго времени суток» была озвучена информация о том, что вскоре готовится к выходу Deluxe-версия «Lil Chill», но через время сам артист у себя на странице в Инстаграм объявил об отмене данного релиза. Также он отмечал о том, что вместо этого будет записываться новый альбом под названием «High Lust II» — идейное продолжение «High Lust», выпущенного в 2016 году.
4 июня 2021 года вышел трек «Плохая Сука», который, предположительно, должен быть на High Lust II. Трек стал одним из самых популярных в карьере артиста. Вторую жизнь он получил в начале 2025 года, благодаря пользователям TikTok тот начал "форситься", видео под трек снимали даже некоторые популярные блогеры.
8 октября 2021 года свет увидел седьмой мини-альбом «Digital Fantazy». Полноценный анонс состоялся 15 сентября на YouTube-шоу рэпера Басты «MC Taxi», где был представлен отрывок входящего в предстоящий альбом трека «Traxxxmania». Поклонники Фладды ожидали, что выйдет обещанная вторая часть «High Lust» или анонсированный ранее «Fluddality», но вместо этого вышел именно «Digital Fantazy». Трек «Traxxxmania» стал самым популярным с релиза, и даже завирусился в TikTok. Эта песня, также как и «Слеза Бандита» получила клип, в котором снялся Баста.
11 ноября 2022 года вышел сборник каверов на саундтреки из разных частей культового российского фильма «Брат». Туда вошёл и кавер Фладды на трек «Город».
9 марта 2023 года Роскомнадзор заблокировал песню «Дрипсэт» на российской платформе Яндекс.Музыка. Так же 14 марта релиз стал недоступен во ВКонтакте.
22 декабря 2023 года вышло новогоднее шоу от ВКонтакте «VK Под Шубой 2» и сопутствующий сборник треков оттуда. В этот сборник вошла совместная композиция GONE.Fludd`a с Пелагеей — «Ледяное Сердце».
17 мая 2024 года вышел трек «Музыка Сфер (Музыка к фильму «Майор Гром: Игра»)», который можно услышать в конечных титрах фильма «Майор Гром: Игра».
21 июня 2024 года вышел совместный трек Фладды и ЛСП — «Ути-Пути», который вошёл в будущий альбом. ЛСП мог быть гостем на треке «Сахарный Человек», но отказался. Александр высоко оценил текста песен Олега и попытался сделать что-то похожее на стиль белоруса. Олег ЛСП послушал песню и "не понял о чём трек". В итоге, GONE.Fludd сам доработал второй куплет и понял, что нужно исправить в песне. За это Фладда благодарен Олегу, что тот не согласился на фит.
20 сентября 2024 года был выпущен первый за 4 года полноценный альбом «Fluddality». Альбом был принят неоднозначно, так как ожидания поклонников были выше, судя по мощным синглам перед выходом пластинки и многообещающим сниппетам. Несмотря на это, он занял лидирующую позицию в Apple Music. Самыми прорывными треками из альбома являются «Dodonpa» (c Cakeboy), «Ути-Пути» (с ЛСП), «Лунный Лик» (с Lovv66) и «Худрич». На первые два были выпущены клипы. Интересной особенностью трека «Худрич» является то, что трек вышел синглом за год до релиза альбома — 13 октября 2023 года. За неделю до релиза Фладдалити, синглом вышел долгожданный трек с альбома — «Лого Бэквудс (Зонтик)» (совместно с Cakeboy), первый сниппет которого появился в телеграм-канале Фладды 18 апреля 2022 года. Трек был принят неоднозначно. После выхода трека, Iroh и девушка Фладды — Tanya Tekis в своих телеграм-каналах выложили свои гостевые куплеты на этот трек, но по неизвестным причинам их в релизной версии песни нет. Похожая ситуация была и с треком «Удлинённый Магазин»: у Iroh была другая версия своего куплета, с изменённым инструменталом, которую он до выхода трека публиковал у себя в телеграм-канале. Трек «Не Одиноко» спустя пол года получил акустическую версию.
Идейным продолжением «Fluddality», как отметил сам артист в эфире Studio 21, есть трек «Крабовое Оружие», совместно с альтер-эго Грибом Крабоидом. Также GONE.Fludd отметил, что этот трек закрывает историю «Fluddality». На песню был снят клип. Первый сниппет трека появился 10 июня 2024 года в телеграм-канале Фладды. Второй раз отрывок трека был продемонстрирован в интервью на ютуб-канале «Вписка», вышедшего 16 декабря 2024 года. Тогда Фладд и упомянул, что трек выйдет с "гостевым" куплетом Гриба Крабоида. 7 февраля 2025 года трек был исполнен на концерте в Москве, позади артиста, на экране был показан клип. 26 февраля вышел последний сниппет с кадрами из будущего клипа. 28 февраля трек уже был опубликован на цифровые площадки.
На наличие своего альтер-эго Фладда намекал в собственном Telegram-канале ещё 24 марта 2022 года, заявив, что у него есть „секретный трешовый альбик под альтер-эго неймом, созданный за одну ночь с пацанами глэмами“. EP под названием «40 Видов Рыб» был выпущен 25 августа 2023 года под псевдонимами Гриб Крабоид, Папа-Рыбаротник и Щукорукий. Фанаты отмечают, что в треках отчётливо слышно голоса GONE.Fludd, Iroh и Cakeboy.
21 марта 2025 года вышел акустический альбом «VK Акустика», проект является совместным с сервисом VK Музыка. Первое упоминание о работе над релизом было 22 мая 2020 года, когда Саша в историях в своём Instagram на вопрос о музыкальных планах после альбома «Voodoo Child'» ответил, что будет писать акустический альбом с гитаристом из группы «ЛСП» Антоном Бендером. О его выходе Фладда далее намекнул 20 августа 2023 года в своём телеграм-канале, выложив фото доски с заблюренным списком треков, в том числе с надписью "акустика". Окончательно выход релиза Александр анонсировал в эфире Studio 21 28 февраля 2025 года под окончательным названием. Переделанный трек «Рапсодия Конца Света» получил клип.

## Дискография

### Студийные альбомы
- 2015 — «Формы и пустота»
- 2017 — «Прилунение»
- 2018 — «Boys Don't Cry»
- 2020 — «Voodoo Child»
- 2024 — «Fluddality»

### Мини-альбомы (EP)
- 2016 — «High Lust»
- 2017 — «Обезьяны В Офисе» (с Lottery Billz)
- 2017 — «ПринципСуперПозиции» (с Iroh)
- 2018 — «Суперчуитс»
- 2019 — «Одиночная Психическая Атака»
- 2021 — «Lil Chill»
- 2021 — «Digital Fantazy»

### Акустические альбомы
- 2025 — «VK Акустика»

## Видеография

### Клипы
- 2016 — «Litup»
- 2017 — «Фу-Фу-Фу!»
- 2017 — «Full Dark, No Stars» (совместно с Lottery Billz)
- 2018 — «Сети»
- 2018 — «Зашей» (совместно с Iroh)
- 2018 — «Мамбл»
- 2018 — «Кубик льда»
- 2019 — «Сахарный человек»
- 2019 — «Пустота»
- 2020 — «3:55 Freestyle» (совместно с Cakeboy)
- 2020 — «Проснулся в темноте» (Mood Video)
- 2021 — «Пацаны II»
- 2021 — «Вкус яда» (Совместно с Iroh)
- 2021 — «Братва на связи» (Mood Video; совместно с Sqwoz Bab, blago white)
- 2021 — «Traxxxmania»
- 2021 — «Слеза Бандита»
- 2024 — «Ути-Пути» (совместно с ЛСП)
- 2024 — «Dodonpa» (совместно с Cakeboy)
- 2025 — «Крабовое оружие»
- 2025 — «Расподия Конца Света» (VK Акустика)

## Награды и номинации
| Год  | Церемония          | Категория           | Результат |
| ---- | ------------------ | ------------------- | --------- |
| 2018 | ZD Awards          | Хип-хоп артист года | Номинация |
| 2018 | Jager Music Awards | Хип-хоп артист года | Номинация |

### Работы
| Год  | Церемония          | Категория  | Работа | Результат |
| ---- | ------------------ | ---------- | ------ | --------- |
| 2018 | Jager Music Awards | Сингл года | Мамбл  | Номинация |

## Концертные туры
- 2016 — YungRussia Harvest Time (в составе Sabbat Cult)[20]
- 2018 — Hellfire Tour
- 2018—2019 — «Суперчуитс»
- 2019 — Summer Tour
- 2020—2021 — Voodoo Child Tour
- 2021—2022 — Digital Emotions Tour
- 2024—2025 — Fluddality Tour
- 2025 — 4ever Summer Tour

### Комментарии
1. ↑  Также известен как Саша Бузе[1].